# Mike Parkes
Michael Johnson Parkes (ur. 24 września 1931 w Richmond, zm. 28 sierpnia 1977 k. Turynu) – brytyjski kierowca wyścigowy, uczestnik siedmiu Grand Prix Formuły 1.

## Kariera
Willy Mairesse i Parkes zajęli drugie miejsce w wyścigu 1000km Nürburgring w maju 1962 roku, zajmując w Ferrari drugie miejsce za Grahamem Hillem i Olivierem Gendebienem. Wyścig ten miał 44 okrążenia. W wyścigu 12h Sebring 1964 wraz z Umberto Magliolim zajął pierwsze miejsce przed Ludovico Scarfiottim i Nino Vaccarellą. W kwietniu 1966 roku wraz z Johnem Surteesem wygrał 620-milowy wyścig na Monzy.

### Formuła 1
W Formule 1 zadebiutował w 1959 roku. W sezonie 1966 dwukrotnie zajął drugie miejsce: we Francji oraz 1966 (do którego to wyścigu wywalczył pole position). W Grand Prix Belgii 1967 złamał obie nogi, po czym zakończył karierę w Formule 1.

### Inżynier
Poza wyścigami Parkes pracował jako inżynier. W latach 1950–1962 pracował dla koncernu Rootes Group, początkowo jako praktykant. Jedną z jego ról była praca przy projektowaniu i udoskonalaniu samochodu Hillman Imp.
W 1963 roku Parkes dołączył do Ferrari Parkes jako inżynier ws. rozwoju samochodów drogowych, w szczególności 330 GTC. Po wypadku w Grand Prix Belgii 1967 opuścił Ferrari, dokąd wrócił na krótko w 1969 roku. Następnie postanowił pracować dla Scuderia Filipinetti jako inżynier i kierowca.
W 1974 roku został głównym inżynierem ds. rozwoju przy projekcie Lancii Stratos.
Zginął w 1977 roku w wypadku samochodowym.

## Wyniki w Formule 1
| Legenda oznaczeń w tabelach wyników Wyświetl szablon na nowej stronie | Legenda oznaczeń w tabelach wyników Wyświetl szablon na nowej stronie                                                                     |
| Oznaczenie                                                            | Wyjaśnienie |
| --------------------------------------------------------------------- | --- |
| Złoty                                                                 | Zwycięzca lub mistrzostwo |
| Srebrny                                                               | 2. miejsce lub wicemistrzostwo |
| Brązowy                                                               | 3. miejsce lub II wicemistrzostwo |
| Zielony                                                               | Ukończył, punktował (w klasyfikacji generalnej, gdy zdobył co najmniej jeden punkt na przestrzeni sezonu, poza trzema powyższymi opcjami) |
| Niebieski                                                             | Ukończył, nie punktował (w klasyfikacji generalnej, gdy nie zdobył co najmniej jednego punktu na przestrzeni sezonu)                      |
| Czerwony                                                              | Nie zakwalifikował się (NZ) |
| Czerwony                                                              | Nie prekwalifikował się (NPK) |
| Różowy                                                                | Nie ukończył (NU) |
| Różowy                                                                | Niesklasyfikowany (NS) (w klasyfikacji generalnej, gdy nie został sklasyfikowany w żadnym wyścigu sezonu)                                 |
| Czarny                                                                | Zdyskwalifikowany (DK) |
| Czarny                                                                | Wykluczony (WYK/EX) |
| Biały                                                                 | Nie wystartował (NW) |
| Biały                                                                 | Kontuzjowany (K/INJ) |
| Biały                                                                 | Wyścig odwołany (OD/C) |
| Bez koloru                                                            | Został wycofany (WYC/WD) |
| Bez koloru                                                            | Nie przybył (NP/DNA) |
| Bez koloru                                                            | Nie brał udziału w treningach (NT/DNP) |
| Bez koloru                                                            | Nie został zgłoszony (–) |
| Pogrubienie                                                           | Start z pole position |
| Kursywa                                                               | Najszybsze okrążenie wyścigu |
| †                                                                     | Nie ukończył, ale jego rezultat został zaliczony ze względu na przejechanie więcej niż 90% dystansu wyścigu.                              |
| *                                                                     | Sezon w trakcie |
| 1/2/3                                                                 | Punktowana pozycja w sprincie kwalifikacyjnym                                                                                             |
| Lista systemów punktacji Formuły 1                                    | |

| Rok  | Zespół           | Samochód    | Silnik      | 1   | 2   | 3     | 4      | 5      | 6      | 7     | 8   | 9   | 10  | 11  | Msc. | Pkt. |
| ---- | ---------------- | ----------- | ----------- | --- | --- | ----- | ------ | ------ | ------ | ----- | --- | --- | --- | --- | ---- | ---- |
| 1959 | Fry              | Fry F2      | Climax R4   | MCO | 500 | NLD   | FRA    | GBR NZ | DEU    | POR   | ITA | USA |     |     | –    | 0    |
| 1966 | Scuderia Ferrari | Ferrari 312 | Ferrari V12 | MCO | BEL | FRA 2 | GBR    | NLD NU | DEU NU | ITA 2 | USA | MEX |     |     | 8    | 12   |
| 1967 | Scuderia Ferrari | Ferrari 312 | Ferrari V12 | ZAF | MCO | NLD 5 | BEL NU | FRA    | GBR    | DEU   | CND | ITA | USA | MEX | 16   | 2    |